# Wilh. Werhahn
Wilh. Werhahn KG er et holdingselskab for et tysk konglomerat med hovedkvarter i Neuss. Det er grundlagt af Peter Wilhelm Werhahn. Virksomheden har selskaber indenfor byggematerialer, forbrugsvarer og finans. Væsentlige datterselskaber er Basalt AG & Schiefer; Zwilling & Jaguar; samt abcfinance, abcbank og Bank11.
I 2021 havde de over 10.000 ansatte og en omsætning på ca. 4 mia. euro.
Wilh. Werhahn KG er 100 % familiejet af 420 familiemedlemmer.